# Karawat Bani Zajd
Karawat Bani Zajd (arab. ‏قراوة بني زيد‎, Qarāwat Banī Zayd) – wieś w Palestynie, w muhafazie Ramallah i Al-Bira. Według danych szacunkowych Palestyńskiego Centralnego Biura Statystycznego w 2016 roku miejscowość liczyła 3730 mieszkańców.